# Заводська Решотка
Заводська Решотка (рос. Заводская Решетка) — село в Бариському районі Ульяновської області Російської Федерації.
Населення становить 12 осіб. Входить до складу муніципального утворення Малохомутерське сільське поселення.

## Історія
Від 2004 року входить до складу муніципального утворення Малохомутерське сільське поселення.

## Населення
| 2010 |
| ---- |
| 12   |